# ブライアン・レイノルズ (サッカー選手)
ブライアン・キース・レイノルズ・ジュニア（Bryan Keith Reynolds Jr., 2001年6月28日 - ）は、アメリカ合衆国・テキサス州フォートワース出身のサッカー選手。KVCウェステルロー所属。ポジションはDF。

## クラブ経歴
2015年に地元のFCダラスのユースアカデミーに入所。翌年15歳でプロ契約を締結。2018年に傘下のノーステキサスFCで10試合に出場し、2019年にトップチームに昇格。同年5月17日のロサンゼルスFC戦でプロデビュー。同年シーズンは10試合に出場。2020年シーズンは更に出場機会を増やし、9月23日には2024年までの契約に合意。同年シーズンは19試合に出場し、主力選手に成長した。
2021年に入り、セリエAのチームがレイノルズの獲得に興味を示していると報じられ、まずはユヴェントスFCがレイノルズの獲得を検討していると報じられた。そこにASローマもレイノルズ争奪戦に参戦。2021年2月1日、6月30日までのローン移籍で加入し、特定の条件を満たした場合、675万ユーロでの買取義務が発生する。
2022年6月21日、KVCウェステルローに買取オプション付きのレンタルで移籍した。2023年7月30日、KVCウェステルローに完全移籍した。契約期間は4年間。

## 代表経歴
2015年から各ユース世代のアメリカ代表に招集され、2017年にはU-17代表で2017 FIFA U-17ワールドカップに出場。2021年にフル代表に初招集。3月29日の北アイルランド戦で代表デビューを果たした。